# Parcul Leuntea
Parcul „Leuntea” este amplasat în satul Grădinița, raionul Căușeni, la 18 km de centrul raional Căușeni. Are o suprafață de 21,49 ha. Este o arie protejată din Republica Moldova, reprezentând un monument de arhitectură peisagistică. În 1998, se afla în administrarea Întreprinderii Agricole „Leuntea”. Este cel mai sudic și, totodată, cel mai estic monument de arhitectură peisagistică din țară.

## Istoric

### Moșia Leuntea
Satul Leuntea este una din cele mai vechi așezări din zona Nistrului de Jos a Moldovei. Moșia Leuntea, cu o suprafață de 3160 desetine (aprox. 3.445 ha), a fost cumpărată de boierul I. Katargi înainte de anexarea Basarabiei la Imperiul Rus. Moșia era renumită pentru pământul său roditor cu creștea viță-de-vie, din care se producea vin de calitate înaltă, cunoscut în toată gubernia. În partea de sud-est a moșiei, Katargi a construit un conac, o casă de locuit pentru lucrători și beciuri pentru păstrarea vinului.
I. Katargi a cerut și a primit de la Ecaterina a II-a 25 de familii de ucraineni ca forță de muncă. Cu timpul, aceștia au întemeiat aici un cătun. Prin 1827, moșia este vândută colonelului rus de origine franceză E. M. Ponsete. Noul stăpân a adus încă vreo 25 de familii de emigranți nemți și austrieci, pe care i-a specializat în creșterea viței-de-vie. Astfel, în partea de sud-est a moșiei Leuntea a început să se contureze un nou cătun. Prin 1894, o parte din moșie a fost vândută boierului A. P. Efremov. În 1909, E. Ponsete moare, iar averea lui și teritoriul sunt moștenite de copiii săi: M. E. și A. E. Ponsete. Investing milioane de ruble, aceștia au lărgit teritoriul podgoriilor până la 776 ha.

### Istoricul parcului
Parcul dendrologic a fost fondat la începutul secolului al XX-lea, pe un teritoriu de 5 ha, lângă conac, până la marginea pădurii din nord-est.
Gospodăria cuprinzând conacul și casa pentru lucrători nu avea aprovizionare cu apă, încă de pe timpul lui Ponsete. De aceea, la marginea parcului din vale, lângă prisacă, a fost săpată și amenajată o fântână, care funcționează și în prezent. Mai târziu, prin anul 1924, boierul Efremov a săpat un lac ceva mai la sud de fântână, de la care a tras un sistem de irigare spre plantațiile din vestul parcului, pentru a ameliora efectul secetelor.
Conform reformei agrare din 1921-1924, pământurile boierilor au fost împărțite țăranilor, iar pădurile au fost naționalizate, boierii având posibilitatea să-și păstreze nu mai mult de 100 ha. Parcul dendrologic reprezenta un bun al societății și, ca regulă, nu se impozita. Boierul Efremov a cerut de la Guvernul României să îi permită extinderea parcului din contul pădurii din vecinătate, lucru care i-a fost permis. Astfel, în perioada 1924-1928, au avut loc lucrările de extindere a parcului pe colina de la nord-estul conacului. A fost amenajat și teritoriul din vale. În mijlocul văii era amenajată o prisacă, plantată cu plante de cireș amar și diferite rozacee decorative. În preajma fântânii de lângă prisacă erau sădite câteva exemplare de nuc (Juglans regia) și un brad (Abies alba) — toate defrișate ulterior.
În 1940, înainte de anexarea Basarabiei la Uniunea Sovietică, foștii stăpâni ai parcului s-au refugiat peste hotare, sovieticii preluând teritoriul și alocându-l unei gospodării colective (sovhoz). Sistemul de irigare, lacul, rozariul și sistemul de alei au rămas neîngrijite și au degradat. Mai târziu, conducerea sovhozului local a alocat peste 1 ha din partea vestică a parcului, cea mai bine amenajată, construcției a 6-8 case a câte 12-15 ari. În preajmă au fost amenajate și trei morminte îngrădite pentru ostași căzuți în luptă în cel de-al doilea război mondial. Lacul, nefiind îngrijit, a fost astupat și înlocuit cu un teren de fotbal. În 1965, când Grădinița devine comună, conducerea sovhozului „Leuntea” se mută aici, în fostul conac.
În 1984, are loc suprafața parcului a fost reevaluată la 24,3 ha. Astfel, parcul se mărginește la sud-vest cu curtea conacului, la nord-est cu fondul pădurilor de stat, iar la vest cu drumul Grădinița-Leuntea.

## Descriere

### Structura compozițională
La fondarea parcului, mai jos de conac era amenajat un rozariu cu peste 70 de soiuri de trandafiri, de la care pornea aleea principală, mărginită de trandafiri, care pornea de la intrarea în parc, amenajată în partea de vest. Această parte a parcului era cea mai bogată în arbori și arbuști decorativi. Aleea nu s-a păstrat, pe locul ei acum aflându-se un drum care străbate parcul longitudinal.
Extinderea din anii 1920 a parcului a fost făcută cu dorința de a păstra structura compozițională generală a parcului, îmbinând noul teritoriu cu cel vechi. A fost continuat sistemul de alei și a fost amenajat noul teritoriu împădurit, ca rezultat fiind create structuri compoziționale cu masive de stejar pedunculat, grupuri de gorun, scumpie, păducel, corn, arțar tătăresc și specii de plante — ultimele nu s-au păstrat.
Se presupune că arhitectul parcului a fost C. I. Gorelnicov, atât în faza inițială, când parcul avea 5 ha, cât și în faza de extindere, când teritoriul a fost lărgit până la 19,6 ha. Către sfârșitul lucrărilor, parcul era amplasat pe două pante situate vizavi, una orientată spre nord-est, cealaltă spre sud-vest. De la terenul din vale se deschideau perspective apropiate și îndepărtate. Aleea principală cobora de la conac și străbătea prisaca, continuănd spre colina nord-estică. Din structura compozițională originală nu s-a păstrat mai nimic.

### Dendroflora
Cele mai multe specii de plante decorative exotice erau plantate în partea de sud-vest a teritoriului inițial de 5 ha, de la panta sud-vestică de lângă conac și cea vestică de lângă drumul Grădinița-Leuntea până la fântâna din vale. Aici au fost sădite sofora japoneză (Sophora japonica), salcâm alb (Robinia pseudacacia), glădiță (Gleditschia triacanthos), unele conifere precum pinul negru (Pinus nigra), pinul de munte (Pinus montana), ienupărul de Virginia (Juniperus virginiana), cetina de negi (Juniperus sabina) etc. Partea de vest a parcului, unde se afla intrarea principală, era cea mai bine amenajată din punct de vedere estetic, cu numeroase specii decorative de arbori și arbuști, cât și flori, în special trandafiri și gutui japonez. Tot aici au fost sădiți arbori de specii autohtone: jugastru (Acer campestre), paltin de câmp (Acer platanoides), frasin (Fraxinus excelsior) etc., majoritatea păstrându-se până în prezent. Anume în acest loc au fost construite casele de locuit de pe teritoriul parcului.
În total, parcul găzduiește 42-43 specii de plante lemnoase, jumătate dintre care sunt specii exotice. Lista speciilor de plante lemnoase ale parcului „Leuntea” este prezentată în tabel.
| Nomenclatura binară                | Denumirea populară  | Proveniență geografică                   |
| ---------------------------------- | ------------------- | ---------------------------------------- |
| Conifere                           |                     |                                          |
| Abies alba Mill.                   | Brad alb            | Europa                                   |
| Juniperus sabina L.                | Cătină de negi      | Munții Carpați, Crimeea, Caucaz          |
| Juniperus virginiana L.            | Ienupăr de Virginia | America de Nord                          |
| Biota orientalis Endl.             | Biota               | China                                    |
| Pinus nigra Arn.                   | Pin negru           | Europa centrală și de sud                |
| Angiosperme                        |                     |                                          |
| Acer campestre L.                  | Jugastru            | Europa, Asia, Africa de nord             |
| Acer negundo L.                    | Arțar american      | America de Nord                          |
| Acer tataricum L.                  | Arțar tătăresc      | Europa de sud-est, Caucaz                |
| Acer platanoides L.                | Paltin de câmp      | Europa, Asia Mică, Caucaz                |
| Ailanthus altissima (Mill.) Swing. | Cenușar             | China                                    |
| Berberis vulgaris L.               | Măcriș              | Europa                                   |
| Betula verrucosa Ehrt.             | Mesteacăn           | Europa, Asia                             |
| Carpinis betulus L.                | Carpen              | Europa centrală și de sud, Asia Mică     |
| Celtis occidentalis L.             | Sâmbovină           | America de Nord                          |
| Clematis vitabla L.                | Curpen de pădure    | Siberia, Orientul Îndepărtat             |
| Cotinus coggygria Scop.            | Scumpie             | Europa de sud, Asia de sud-vest          |
| Cornus alba L.                     | Sânger tătăresc     | Europa, Siberia, Orientul Îndepărtat     |
| Crataegus monogyna Jacq.           | Păducel             | Europa de sud-est                        |
| Gleditsia triacanthos L.           | Glădiță             | America de Nord                          |
| Euonymus europaea L.               | Salbă moale         | Europa, Asia de vest, Asia Mică          |
| Fraxinus excelsior L.              | Frasin obișnuit     | Europa de est, Asia Mică, Caucaz         |
| Juglans regia L.                   | Nuc comun           | Asia Mijlocie                            |
| Laburnum anagyroides Medic.        | Salcâm galben       | Europa de sud-vest, Balcani              |
| Ligustrum vugare L.                | Lemn câinesc        | Europa, Asia de vest                     |
| Maclura aurantiaca Nutt.           | Maclura             | China                                    |
| Mespilus germanica L.              | Moșmon              | Caucaz                                   |
| Morus alba L.                      | Dud                 | China                                    |
| Pirus communis L.                  | Păr                 | Europa                                   |
| Prunus spinosa L.                  | Porumbar            | Eurasia, Africa de nord, America de Nord |
| Populus alba L.                    | Plop alb            | Europa, Asia centrală                    |
| Quercus robur L.                   | Stejar pedunculat   | Europa, Asia Mică, Caucaz                |
| Quercus petraea Liebl.             | Gorun               | Europa, Asia Mică                        |
| Quercus pubescens Willd.           | Stejar pufos        | Europa, Crimeea, Caucaz                  |
| Rosa canina L.                     | Măceș               | Europa, Asia de vest, Africa de nord     |
| Robinia pseudacacia L.             | Salcâm alb          | America de Nord                          |
| Sophora japonica L.                | Sofora japoneză     | China, Japonia                           |
| Sambucus nigra L.                  | Soc negru           | Europa occidentală, Crimeea              |
| Syringa vulgaris L.                | Liliac              | Peninsula Balcanică                      |
| Tilia tomentosa Desf.              | Tei argintiu        | Europa, Asia Mică                        |
| Ulmus carpinifolia Gled.           | Ulm de câmp         | Europa, Asia Mică, Crimeea, Caucaz       |
| Ulmus laevis Pall.                 | Volniș              | Europa de vest până la Ural              |
| Ulmis pumila L.                    | Ulm de Turkestan    | Orientul Îndepărtat, Siberia, China      |
| Viburnum lantana L.                | Dârmoz              | Europa, Asia de sud-vest                 |

## Patrimoniu
Încă în 1983, starea parcului era declarată nesatisfăcătoare („lasă mult de dorit”) de către specialiștii I. Taras și A. Trișcenco. Autorii studiului au pus la cale un plan de restabilire a parcului, care așa și nu a mai fost pus în aplicare. În prezent, multe specii exotice sunt pe cale de dispariție. Aleile se disting greu, iar structura compozițională a dispărut aproape în totalitate. În anii 2000, a fost elaborat un proiect de creare a unui parc național în zona de sud-est a Moldovei, care ar include acest parc, cât și alte monumente ale naturii din raioanele Căușeni și Ștefan Vodă.